# Franco Sbuttoni
Franco Sbuttoni (Villa Constitución, provincia de Santa Fe, Argentina; 6 de mayo de 1989) es un futbolista argentino. Juega de defensa y su equipo actual es Gimnasia y Esgrima de Mendoza de la Primera Nacional de Argentina.

## Trayectoria

### Inicios en Tiro Federal, Sportivo Belgrano e Independiente Rivadavia
Debutó en 2009 jugando para Tiro Federal, equipo en el que tuvo poca participación. En 2011 pasó a Sportivo Belgrano, donde tampoco tuvo continuidad aunque marcó un gol en cada uno de los dos partidos que jugó.
También jugó en Independiente Rivadavia de Mendoza donde anotó tres goles.

### Atlético Tucumán y Sagan Tosu
En 2013 llegó a Atlético Tucumán. Convirtió su primer gol en "el decano" frente a Juventud Unida de Gualeguaychu en la victoria por 1 a 0 en el último minuto, luego de un exquisito pase de cabeza de Luis Rodríguez. Su 2.º gol fue ante su exequipo Independiente Rivadavia de Mendoza. El 8 de noviembre de 2015 logró ascender a Atlético a la Primera División y coronarse campeón de la B Nacional. El sábado 19 de marzo de 2016, luego de problemas familiares (fallecimiento de su madre) y de una lesión, finalmente tuvo su debut en Primera División, cumpliendo una aceptable labor, frente a Argentinos Juniors, partido que ganaría el equipo tucumano por 3-0.
En 2017 es fichado por el equipo japonés Sagan Tosu con el cual estuvo solamente 6 meses y decidió regresar al club que lo catapultó en su carrera, Atlético Tucumán

### Regreso a Atlético Tucumán, Arsenal de Sarandí y Central Córdoba SdE
Su regreso fue más que consagratorio, por la primera fecha de la Superliga 2018 marcó su tercer gol en el Decano (el primero en Primera en su cuenta personal) en la victoria del Decano 2 a 1. También logró debutar por los torneos internacionales al jugar la Copa Libertadores 2018 frente a Libertad de Paraguay. Por la Copa Argentina, el decano logró ser subcampeón, al perder en la final nada menos que ante River Plate. Después de muchísimo tiempo sin jugar, vuelve frente a Talleres de Córdoba en reemplazo de su compañero que había sido expulsado, Bruno Bianchi. Volvió a ser titular luego de 2 años, en el partido de vuelta por la Copa de la Superliga 2019, frente a Talleres de Córdoba, victoria 2-0 y en donde realizó una excelente labor. Fue otra vez destacado contra River Plate, ya que contrarrestó a jugadores de renombre como Lucas Pratto, Rafael Borré y Matías Suárez.
Firma para el equipo del viaducto a mitad de 2019 donde en total jugó 23 encuentros y no anotó goles. En julio de 2020, firmó contrato con Central Córdoba de Santiago del Estero para seguir jugando en Primera División.

### Sarmiento de Junín y Gimnasia de Mendoza
En diciembre de 2023, se incorporó a Sarmiento de Junín por pedido de Israel Damonte. Un año después, firmó contrato con Gimnasia y Esgrima de Mendoza para jugar la temporada 2024 de la Primera Nacional.

## Estadísticas
| Club                    | País          | Año           | PJ  | Goles | Prom. |
| ----------------------- | ------------- | ------------- | --- | ----- | ----- |
| Tiro Federal (R)        | Argentina     | 2009-2010     | 5   | 0     | 0     |
| Central Córdoba (R)     | Argentina     | 2010-2011     | 43  | 2     | 0.05  |
| Sportivo Belgrano       | Argentina     | 2011-2012     | 35  | 2     | 0.06  |
| Independiente Rivadavia | Argentina     | 2012-2013     | 17  | 3     | 0.18  |
| Atlético Tucumán        | Argentina     | 2013-2016     | 81  | 2     | 0.02  |
| Sagan Tosu              | Japón         | 2017          | 8   | 0     | 0     |
| Atlético Tucumán        | Argentina     | 2017-2019     | 12  | 1     | 0.08  |
| Arsenal de Sarandí      | Argentina     | 2019-2020     | 22  | 0     | 0     |
| Central Córdoba (SdE)   | Argentina     | 2020-2022     | 41  | 0     | 0     |
| Sarmiento (J)           | Argentina     | 2023          | 18  | 0     | 0     |
| Gimnasia y Esgrima (M)  | Argentina     | 2024          | 11  | 0     | 0     |
| Total carrera           | Total carrera | Total carrera | 293 | 10    | 0.03  |

## Palmarés

#### Títulos nacionales
| Título             | Club             | País      | Año  |
| ------------------ | ---------------- | --------- | ---- |
| Primera B Nacional | Atlético Tucumán | Argentina | 2015 |